# Palacio Paz
El Palacio Paz (también conocido como Palacio Paz-Diaz) fue la residencia más grande y una de las más lujosas de la ciudad de Buenos Aires, Argentina, propiedad de José C. Paz y el fiel reflejo de la arquitectura Beaux-Arts de principios del siglo XX, según los cánones estéticos de la Escuela de Bellas Artes de París. Su entrada principal se encuentra ubicada en la Avenida Santa Fe 750, frente a la Plaza San Martín. Desde 1938 es sede del Círculo Militar.

## Historia
José C. Paz, fundador del diario La Prensa y embajador argentino en París desde 1885 hasta 1893, fue un importante miembro de la aristocracia y un cabal representante de la Generación del Ochenta, que condujo el país a fines del siglo XIX.
En 1900, viajó a Europa como embajador Argentino y vivió muchos años en París, siendo decisiva su estancia allí para la consolidación de la imagen argentina en dicho país debido a consagración en su gestión a través del monumental pabellón argentino junto a la Torre Eiffel, en la Exposición Universal de París de 1889. Esto dejó una gran admiración en Paz por el refinamiento cultural y el progreso técnico de la época en Francia, razón por la cual decide la estética de la obra, sumado a una fuerte impronta de poder que dicho estilo significaba en ese entonces.
Antes de su regreso, encargó al arquitecto francés Louis-Marie Henri Sortais el diseño de una mansión de dimensiones inusitadas para la geografía porteña, con unos 12 000 m² cubiertos en los que se encuentran 140 habitaciones y ambientes varios (cocinas, baños etc.), también poseía un gran jardín de invierno. Fascinado por la cultura francesa de aquellos tiempos, emprendió la construcción de este pretencioso proyecto inspirado en los châteaus franceses como el de Chantilly, proyecto que no llegó a ver concretado, ya que falleció en 1912. El arquitecto Sortais, quien nunca estuvo en Buenos Aires, tampoco llegó a ver concluida su obra, habiendo muerto en 1911. La dirección de la construcción estuvo a cargo del prestigioso arquitecto e ingeniero argentino Carlos Agote. La construcción de la mansión tardó doce años: desde 1902 a 1914. Fueron la esposa e hijos de Paz quienes habitaron la residencia.
Está ubicado enfrente de la plaza San Martín que desde 1800 es un lugar particular del tramado de la ciudad de Buenos Aires. A la plaza se llegaba por una calle empedrada que hoy son Maipú y Esmeralda y en un principio se conocía como la Plaza de Toros del Retiro. Las corridas perdieron importancia en la sociedad y se demolió el edificio en 1819, para 1856 Nicolás Canale diseñó un paseo bautizado Plaza Marte. Recién en 1862 se coloca la estatua de San Martín cambiándole el nombre a la plaza como se conoce actualmente.
Alrededor de la misma hay varios terrenos donde se fueron construyendo diferentes edificaciones. Un edificio representativo en la Exposición Internacional de París en 1889, que se transformó en el Museo Nacional de Bellas Artes, que fue demolido en la década del ‘30. También encontramos el Plaza Hotel, la casa de la familia Ortiz Basualdo, la casa de Don Ernesto Tornquist, y la casa de Obligado y de Oliver.
En la inmensa residencia destacan principalmente lujosos ambientes, finamente decorados y amoblados, como el Gran Comedor de Honor, la Gran Galería de Honor, el Gran Hall de Honor, la Sala de Estar, el Salón de Baile, el Segundo Comedor y la Sala de Música.
El Palacio Paz había sido construido para ser la residencia tanto del doctor José C. Paz y su esposa Zelmira Díaz Gallardo, incluidos sus dos hijos, Ezequiel Pedro Paz Díaz y Zelmira Rosa Paz Díaz. Pero en 1912, falleció José C. Paz sin alcanzar a ver concluidos los trabajos de edificación. Recién dos años después se mudaron a la mansión recién inaugurada su viuda y sus dos hijos. Mientras Ezequiel, quien había sucedido a su padre en la dirección del diario La Prensa vivió en el ala izquierda; Zelmira Paz Díaz —casada con Alberto Gainza Lynch y padres de cuatro hijos: Alberto Gainza Paz, María Josefina Gainza Paz, Angélica Zelmira Gainza Paz y Guillermo Gainza Paz— lo hizo en el ala derecha. Zelmira fue la viuda de Alberto Gaiza Lynch en 1915 y en 1933 contrajo su segundo matrimonio con el estanciero Aarón de Anchorena. Las habitaciones privadas se encontraban en el primer piso de la residencia y en el piso superior se ubicaba el personal de servicio.

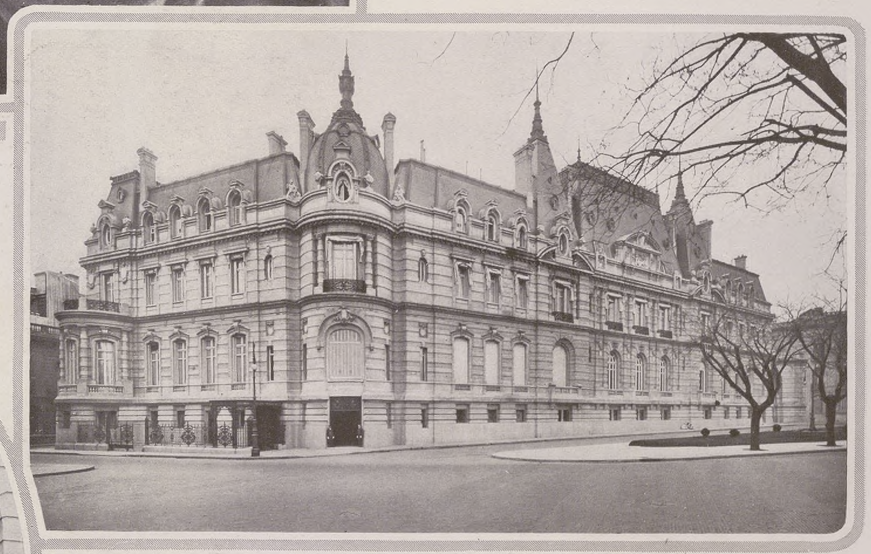
Palacio Paz en 1916

A raíz de la Gran Depresión, Aarón de Anchorena estaba seriamente endeudado, y hacia 1938 pidió ayuda financiera a quien era entonces su esposa. Ella decidió vender su residencia, el Palacio Paz para levantar la hipoteca de Anchorena, quien se había comprometido a dejar la Barra de San Juan a los hijos de su cónyuge, compromiso éste que fue violado por Anchorena. Gracias a esta maniobra, Anchorena pudo mantener la propiedad de su estancia La Barra de San Juan, hoy Parque Anchorena, residencia del Presidente de Uruguay y parque nacional uruguayo.
La firma "Casal Manfredi Perego & Cia." tomó la venta del edificio y el 12 de junio de 1938, el palacio fue adquirido en $2 750 000  por el Estado Nacional para transformarlo en sede del Círculo Militar, Biblioteca Nacional Militar y Museo de Armas de la Nación, funciones que desempeña aún en la actualidad. En ese momento la Dirección General de Ingenieros del Ministerio de Guerra emprendió la adaptación de la residencia para su nuevo rol, demoliendo las cocheras que existían hacia el lado de la calle Esmeralda y construyendo allí la "Sección Deportes", un edificio de cinco plantas para la práctica de estas actividades.

## Descripción

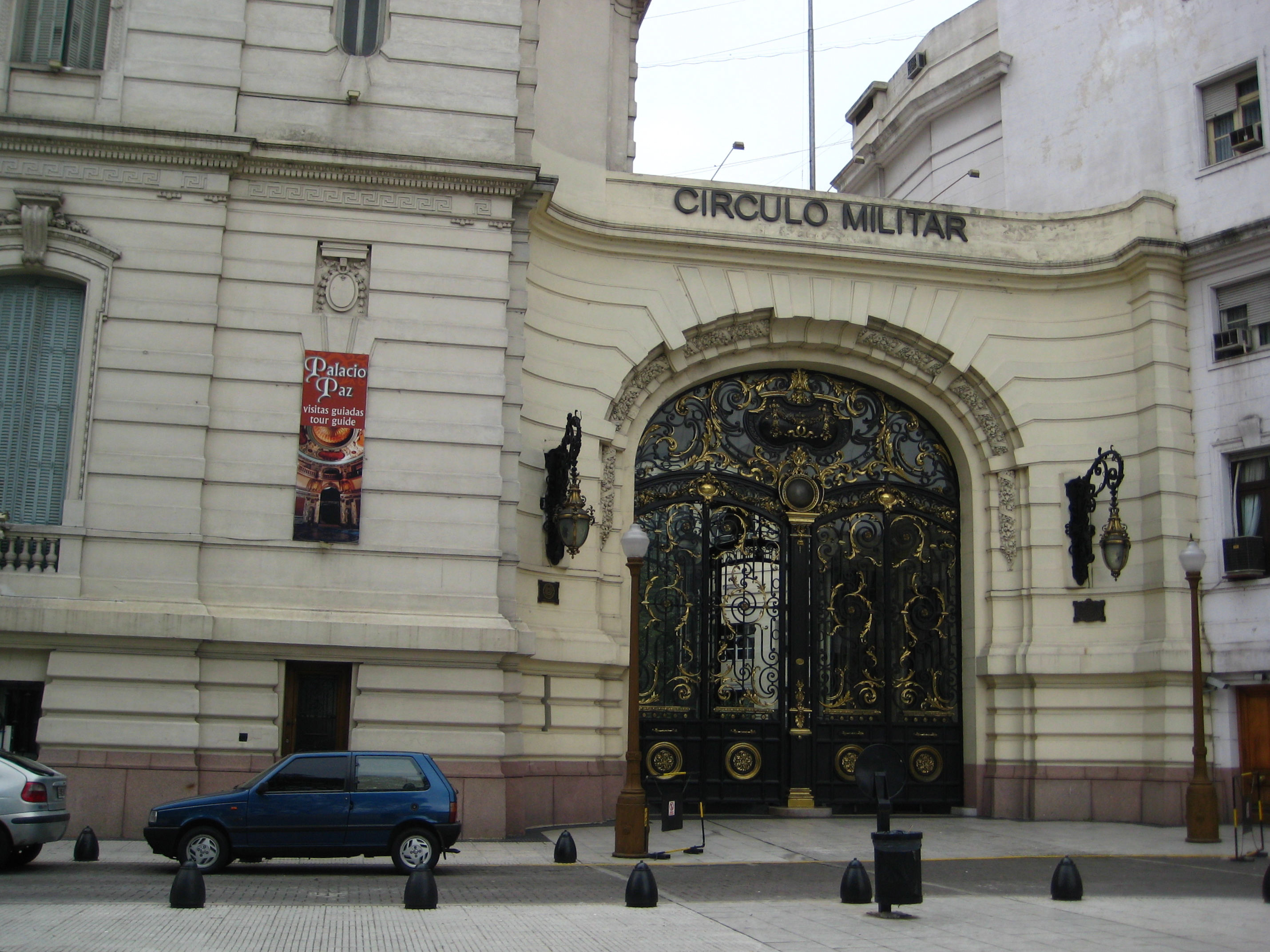
Entrada principal al Palacio Paz

El Palacio Paz fue edificado sobre un lote de terreno en forma de trapezoide situado sobre la Avenida Santa Fe y las calles Marcelo Torcuato de Alvear y Maipú, en el céntrico barrio porteño de Retiro. Todas sus fachadas se encuentran revestidas en símil piedra París, si bien actualmente este revestimiento se encuentra oculto bajo capas de pintura.
La forma de vida de la época es correspondiente a la construcción arquitectónica. La gran mansión de fin de semana, con habitaciones pocas veces habitadas verdaderamente. El Palacio Paz es un ejemplo de esto, la familia la usó una vez al año durante un tiempo.
El edificio consta de dos alas y de un jardín posterior. Existía también un jardín de invierno y un edificio destinado a cocheras sobre la calle Esmeralda. En 1941 fue sustituido por un Pabellón de Deportes. El conjunto situado en la manzana a1 del CPU ha sido protegido por APH para evitar que se realizaran modificaciones que pudieran perjudicar a la segunda construcción residencial más importante del mundo fuera de Francia. La planta baja tiene salones grandes y nobles. La planta alta se encuentran las habitaciones íntimas con sus respectivas ante cámaras. Sin embargo, se encontraban otros programas como salas de carácter más íntimo que la planta noble.
Las áreas de trabajo se ubicaban en los pisos de las mansardas y buhardillas. Y en el subsuelo los depósitos.
Sobre la Avenida Santa Fe se ubica la fachada principal del palacio, de tres pisos principales y una mansarda central y un frontispicio que realzan el conjunto edilicio. El frente se asemeja al Palacio de Chantilly y a la cara del Palacio del Louvre que mira al río Sena.
El edificio se reconstruye los tres frentes de fachada con distintas escalas. La entrada sobre Santa Fe tiene cortes en el frente urbano que permiten la permeabilidad hacia el interior del jardín. La fachada está organizada con una base de sistema de simetría ordenada por sectores. El central se destaca por el volumen trapezoidal y por los “frontis” decorado de relieves de Jean-Bapstiste Carpeaux. Las fachadas fueron resueltas con distintas leyes compositivas y un repertorio ornamental más que amplio.
La composición general, como articulación compleja de volúmenes de distintos tamaños y formas, toma como modelo el castillo de Chantilly. La fachada principal, sobre la Avenida Santa Fe reinterpreta parte de la fachada sobre el Sena del nuevo Louvre de Napoleón III. La fachada presenta, en la derecha de la construcción, un imponente portón de acceso de hierro y bronce.
Sobre la calle Maipú, la fachada guarda semejanza con la principal de la Avenida Santa Fe pero presenta un amplio bow window que ayuda a la continuidad de los frentes en las distintas calles.
El portón de la entrada principal comunica con el vestíbulo. Este es de estilo renacimiento y decorado con mármoles. Allí se ubica la escultura del francés Raoul-François Larche llamada: La Floración o La Vendimia.
Los interiores aparecen como si fueran un repertorio de estilos históricos, recreando un muestrario que va desde la Edad Media hasta el Segundo Imperio. En la planta principal se siguen entre sí, desde el acceso con enormes rejas, ambientes dorados en estilo neorrománico (vestíbulo de acceso), neogótico (dos grandes comedores), neorrenacimiento (galería inspirada en la arquitectura interior del reinado de Francisco I), regencia (salón de baile). La recreación variada de los estilos entre s. XVIII y XX se dejó en salones más pequeños y cuartos privados. Todo el efecto de la decoración se ve mayorado por la organización interior del edificio, en el que los salones de recepción se disponen según secuencias espaciales con diversos ejes compositivos rematando, generalmente, en el gran hall de honor, el cual es clave para la comprensión del significado histórico del edificio por sus importantes dimensiones y su cúpula con vitrales, lo que nos permite comprender la desmesura de la construcción ya que su escala es similar a la de un edificio público.
La Gran Galería, del estilo del renacimiento, presenta boiserie y adamascado de seda francés. En ella se ubican dos aparadores tallados con figuras y escenas del siglo XVI, un mueble buffet, cinco sitiales con doseles y dos copones de mármol con relieves de bronce fundido y con sus respectivos pedestales.
El Salón de Baile, transporta al visitante al de la Galería de los Espejos del Palacio de Versalles. Se sitúan en él dos importantes arañas de bronce y cristal de Baccarat y dos mesas consolas estilo Luis XIV.

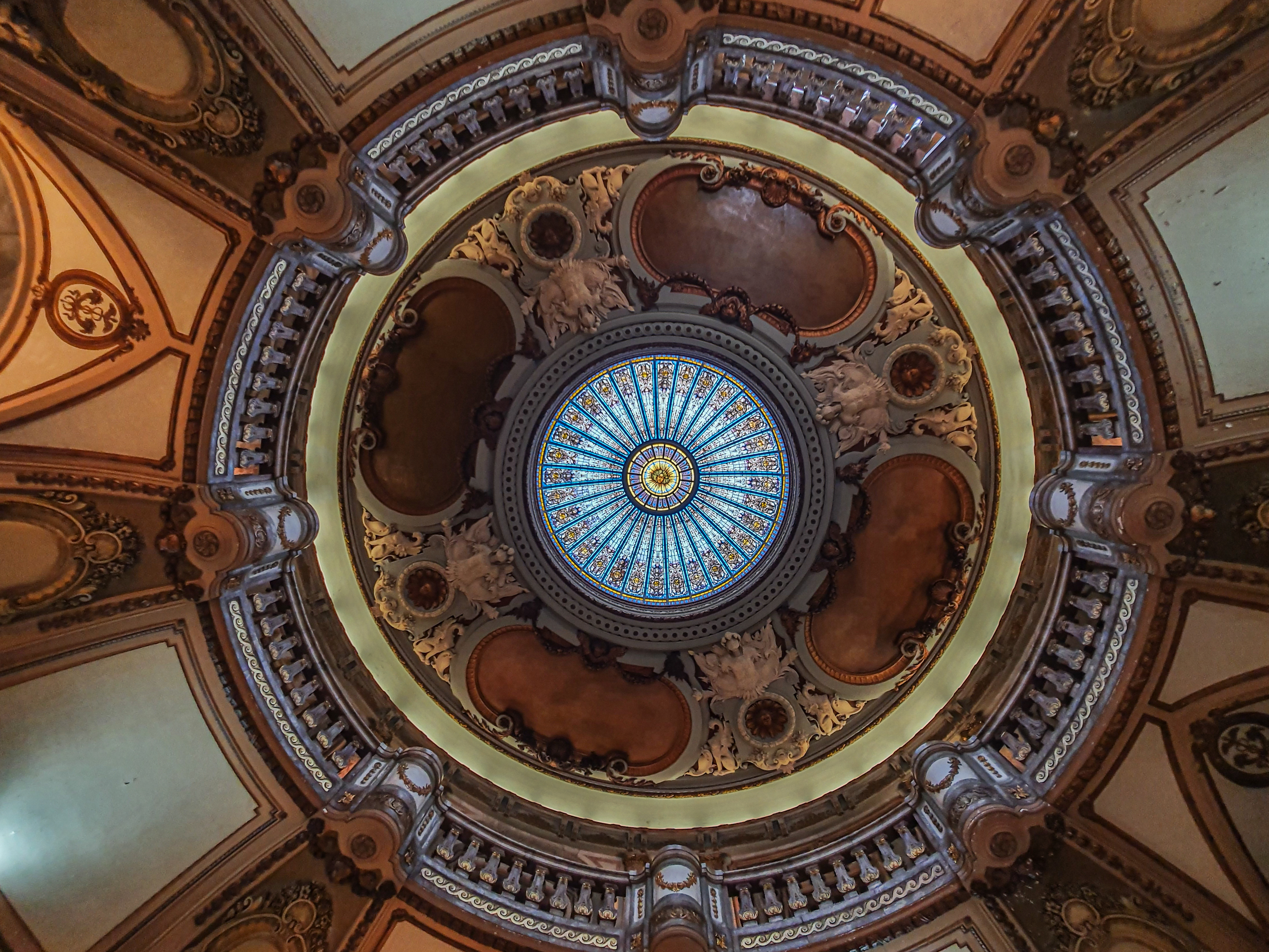
Detalle de la bóveda del Gran Hall de Honor

El edificio presenta cinco comedores. El Gran Comedor es el principal y en él se ubica una espectacular chimenea de talla de nogal italiano, dos atlantes alegóricos de Diana Cazadora y a Júpiter y los demás muebles procedentes del comedor del edificio del diario La Prensa.
Otro ambiente que merece destacarse es Gran Hall de recepciones, de estilo barroco, que presenta una importante volumetría y altura y en cuya parte superior se ubica un vitral con la imagen de Apolo. En él se ubican, además, dos esculturas, también de Larche, llamadas: Diana y Les Roseaux.
Es importante entender que, a pesar del cambio de uso, el Palacio Paz se compone por secuencias espaciales debido a las necesidades de la época; las actividades de una familia de principios de siglo XX implicaban varias formas distintas de recepción que podrían suceder simultáneamente, intensificándose en su uso actual como edificio “público”. Su uso como vivienda actual carecería de sentido pero su función como sede social del Círculo Militar significó un cambio dando un uso parcial y simultáneo en sus distintas secuencias espaciales, con diferentes grupos de personas y reavivando las funciones que el edificio necesita cumplir, integrándolo como elemento al equipamiento urbano y convirtiéndolo en patrimonio para la comunidad.

## Obras de importancia cultural

### Originarias del palacio (Esculturas)[7]
- Relieves de la fachada sobre San Martín, obra de un escultor francés Jean-Baptiste Carpeaux. “Pabellón de la Flora”
- La vendimia, de Raoul Larche
- “Diana” y “Figura”, de Raoul Larche
- “Figura” de Hernan Cullen Ayreza

### Del Círculo Militar (Pinturas)
- “La batalla de Rezonville” de Edouard Detaille
- “Caravana de prisioneros franceses” de Georg van Boddien
- “Choele-Choel, 25 de mayo de 1879” de Eduardo Cerrutti
- “Guerra del 14” de Alphonse Lalauze
- "La gesta del Gral. San Martín" de Subercaseaux
- “Lucha entre moros” de Eugène Fromentin
- “Las Amazonas” de Ulpiano Checa y Sanz
- Retratos

## Monumento histórico
El Palacio Paz fue declarado Monumento Histórico-artístico nacional a través del decreto 1150/2014 del Poder Ejecutivo Nacional, del 21 de julio de 2014. La declaración comprende

...a la sede central del CIRCULO MILITAR - PALACIO RETIRO y PABELLON DE DEPORTES (ex PALACIO PAZ) y el JARDIN INTERNO, delimitado por la Avenida SANTA FE Nros. 702/750/754, calle MAIPU Nros. 1020/30, Marcelo Torcuato de ALVEAR Nros. 715/27/45 y ESMERALDA n.º 1061, de la CIUDAD AUTONOMA DE BUENOS AIRES.

La declaratoria incluye el mobiliario, objetos de arte y ornamentación histórico - artística que forman parte inseparable del inmueble que fue catalogado.